# Клубный чемпионат мира по футболу
Клубный чемпионат мира по футболу или Клубный кубок мира ФИФА (англ. FIFA Club World Cup), ранее известный как Клубный чемпионат мира ФИФА (англ. FIFA Club World Championship) — соревнование между сильнейшими представителями шести континентальных конфедераций, хотя с 2007 года победитель Лиги чемпионов ОФК должен играть плей-офф против клуба — чемпиона принимающей страны. Клубный чемпионат мира проводится управляющим органом мирового футбола — ФИФА
Первый розыгрыш Клубного чемпионата мира ФИФА (англ. FIFA Club World Championship) состоялся в Бразилии в январе 2000 года. Он был признан ФИФА в качестве правопреемника Межконтинентального кубка, который разыгрывался ежегодно в Иокогаме (Япония) между победителем Лиги чемпионов УЕФА и обладателем Кубка Либертадорес. После четырёхлетнего перерыва, турнир был переименован в Клубный кубок мира ФИФА и снова стал проводиться с 2005 года.

## История
Самый первый чемпионат с таким названием прошёл в январе 2000 года в Бразилии. Был задуман ФИФА как замена Межконтинентального кубка, ежегодно проводившегося в Токио между победителями Лиги чемпионов УЕФА и Кубка Либертадорес с 1960 по 2004 год. Фактически Межконтинентальный кубок, который оспаривали победители двух сильнейших клубных турниров в мире, считался чемпионатом мира, хотя официально такого статуса не имел. Но по мере роста уровня клубного футбола во всём мире стало очевидно, что Межконтинентального кубка недостаточно для выявления сильнейшего клуба мира. 27 октября 2017 года ФИФА де-юре признала, что клубы-обладатели Межконтинентального кубка являются Клубными чемпионами мира по футболу.
В первом розыгрыше приняли участие 8 клубов, представлявших все 6 континентальных конфедераций, хотя критерии отбора претендентов на звание лучшего клуба мира вызвали множество вопросов и возражений. Например, в чемпионате не принял участие «Палмейрас», несмотря на то, что выиграл Кубок Либертадорес-1999 и считался поэтому сильнейшим клубом Южной Америки. По неизвестным причинам КОНМЕБОЛ приняла решение отдать его место команде «Васко да Гама», победителю Кубка Либертадорес-1998. «Палмейрасу» было обещано участие во втором розыгрыше, но он не состоялся. Тем не менее турнир оправдал себя и с финансовой, и со спортивной точки зрения: ни один матч не закончился разгромом заведомых аутсайдеров, напротив, фавориты — европейские клубы «Реал Мадрид» (Испания) и «Манчестер Юнайтед» (Англия) — выступили плохо.
Второй розыгрыш должен был пройти с 29 июля по 12 августа 2001 года в Испании с участием 12 команд. Всем участникам были обещаны премиальные — только за участие каждый клуб получил бы 2,7 миллиона долларов, а победитель получил бы 8 млн. К примеру, для австралийского «Воллонгонга» это был бы крупнейший гонорар за всю историю существования клуба. Однако ФИФА подвели финансовые проблемы основного спонсора International Sports and Leisure (ISL) и турнир был отменён. Эта компания около 20 лет служила надёжным партнёром ФИФА и должна была выделить 40 миллионов долларов на проведение турнира, но в последний момент отказалась от своего спонсорства. Президент ФИФА Зепп Блаттер поначалу официально не признавал этой причины, объяснив срыв чемпионата наложением сроков его проведения на отборочные стадии Лиги чемпионов. Межконтинентальный кубок несмотря на проведение в 2000 году Клубного чемпионата, продолжал существовать вплоть до 2004 года. 27 октября 2017 года ФИФА юридически (де-юре) признала, что клубы-обладатели Межконтинентального кубка являются Клубными чемпионами мира по футболу.
В результате ФИФА договорилась о слиянии Клубного чемпионата мира и Межконтинентального Кубка, и турнир был переименован в Клубный кубок мира ФИФА (англ. FIFA Club World Cup). Турнир прошёл в Японии с 11 по 19 декабря 2005 года. Его победителем стал бразильский клуб «Сан-Паулу», переигравший в финале английский «Ливерпуль» — 1:0.
В 2006 году состоялся очередной розыгрыш Клубного чемпионата мира в Японии. Турнир прошёл с 11 по 17 декабря. На этот раз силу южноамериканского клубного футбола доказал бразильский «Интернасьонал» обыграв в финале «Барселону» — 1:0, при этом европейский клуб не сумел реализовать ряд выгодных моментов. Хорошо действовали вратари обеих команд — Клемер и Вальдес. Турнир 2007 года запомнился довольно неоднозначным судейством. Среди спорных решений были: удаление важного игрока основы «Бока Хуниорс» Фабиана Варгаса на 65 минуте полуфинального матча против «Этуаль дю Сахель»; незасчитанный мяч этой же команды в финале, забитый в конце первого тайма. Аргентинский клуб в итоге уступил «Милану» со счётом 2:4. В 2008 году в финальном матче Клубного чемпионата мира встретились «ЛДУ Кито» и «Манчестер Юнайтед». Матч проходил в равной и упорной борьбе, а европейский клуб в середине матча остался в численном меньшинстве. Однако «Манчестер Юнайтед» всё же смог забить единственный мяч в конце матча и праздновать свою победу на турнире.
В 2009 году в финале сошлись испанская «Барселона» и аргентинский «Эстудиантес». Матч получился упорным, так как «Барселона» смогла уйти от поражения только на 89 минуте, а уже в дополнительное время на 111 минуте аргентинский форвард Лионель Месси принёс первый титул в истории клуба. В 2010 итальянский «Интернационале» победил в финале «ТП Мазембе» из Конго 3:0, и европейские клубы вышли по титулам вперёд — 4:3. В 2011 году «Барселона» вновь вышла в финал, где встретилась с бразильской командой «Сантос». Показав своё превосходство, «Барселона» не оставила шансов сопернику — 4:0.
В 2012 году в финальном матче встретились лондонский «Челси» и «Коринтианс» из Сан-Паулу. Матч закончился со счётом 1:0 в пользу южноамериканского клуба, гол на свой счёт записал Хосе Паоло Герреро. В 2013 году в финальном матче встретились мюнхенская «Бавария» и «Раджа» из Касабланки. Матч закончился со счётом 2:0 в пользу немецкой команды. Голы на свой счёт записали Данте и Алькантара. Это было первое участие и первый титул «Баварии» в подобных турнирах. «Бавария» также стала первым немецким клубом, выигравшим данный трофей. Тренер немецкой команды Гвардиола стал первым тренером, выигравшим данный трофей с тремя командами — с «Барселоной» (2009, 2011), с «Баварией» (2013) и с Манчестер-Сити(2023). Кроме того Гвардиола стал первым тренером в истории турниров, выигравшим трофей в четвёрый раз.
В 2014 «Реал Мадрид» выиграл у аргентинского «Сан-Лоренсо де Альмагро» — 2:0, завоевав свой первый трофей в истории. В 2015 году «Барселона» выиграла в финале у аргентинского «Ривер Плейт» со счётом 3:0, попутно установив несколько рекордов. «Барселона» забила наибольшее число мячей в данном турнире, Лионель Месси стал первым игроком, забившим в трёх разных финалах данного турнира, а Луис Суарес — первым игроком, оформившим хет-трик в матче турнира, а также забившим 5 мячей за один розыгрыш. В 2016 году турнир выигрывает «Реал Мадрид», одержав в финале победу в дополнительное время над «Касима Антлерс» со счётом 4:2. Криштиану Роналду сделал хет-трик.
В 2017 году «Реал Мадрид» с минимальным преимуществом выиграл в финале у бразильского «Гремио». В 2018 году «Реал Мадрид» выиграл в финале у эмиратского «Аль-Айн» со счётом 4:1. В 2019 году «Ливерпуль» с минимальным преимуществом выиграл в финале у бразильского «Фламенго». В 2020 году ФИФА приняла решение перенести турнир с декабря 2020 года на февраль 2021 года по причине глобальной пандемии, вызванной вирусом COVID-19. Победителем этого турнира стала мюнхенская «Бавария», обыгравшая в финале 1:0 мексиканский «УАНЛ Тигрес».
В 2021 году турнир должна была принимать Япония, но в сентябре 2021 года, Япония отказалась от проведения турнира из-за новой волны COVID-19. Турнир решено было перенести в другую страну, его принимали ОАЭ. Также вновь изменились даты турнира, он вновь был перенесён с декабря на февраль следующего года. В финале турнира встретились лондонский «Челси» и бразильский «Палмейрас». Со счётом 2:1 победу в дополнительное время одержал лондонский клуб.
11 февраля 2023 года 5-й раз победителем стал «Реал Мадрид» обыграв в финале «Аль-Хиляль» со счётом 5:3.

## Чемпионы
| Год           | Финал             | Финал          | Финал           | Матч за третье место   | Матч за третье место                | Матч за третье место                | Стадион                                   |
| Год           | Победитель        | Счёт           | Финалист        | Третье место           | Счёт                                | Четвёртое место                     | Стадион                                   |
| ------------- | ----------------- | -------------- | --------------- | ---------------------- | ----------------------------------- | ----------------------------------- | ----------------------------------------- |
| 2000 Детально | Коринтианс        | 0:0 (4:3 пен.) | Васко да Гама   | Некакса                | 1:1 (4:3 пен.)                      | Реал Мадрид                         | Маракана, Рио-де-Жанейро                  |
| 2005 Детально | Сан-Паулу         | 1:0            | Ливерпуль       | Саприсса               | 3:2                                 | Аль-Иттихад                         | Международный стадион, Иокогама           |
| 2006 Детально | Интернасьонал     | 1:0            | Барселона       | Аль-Ахли               | 2:1                                 | Америка                             | Международный стадион, Иокогама           |
| 2007 Детально | Милан             | 4:2            | Бока Хуниорс    | Урава Ред Даймондс     | 2:2 (4:2 пен.)                      | Этуаль дю Сахель                    | Международный стадион, Иокогама           |
| 2008 Детально | Манчестер Юнайтед | 1:0            | ЛДУ Кито        | Гамба Осака            | 1:0                                 | Пачука                              | Международный стадион, Йокогама           |
| 2009 Детально | Барселона         | 2:1 (д. в.)    | Эстудиантес     | Пхохан Стилерс         | 1:1 (4:3 пен.)                      | Атланте                             | Шейх Зайед, Абу-Даби                      |
| 2010 Детально | Интернационале    | 3:0            | ТП Мазембе      | Интернасьонал          | 4:2                                 | Соннам Ильхва Чхонма                | Шейх Зайед, Абу-Даби                      |
| 2011 Детально | Барселона         | 4:0            | Сантос          | Аль-Садд               | 0:0 (5:3 пен.)                      | Касива Рейсол                       | Международный стадион, Йокогама           |
| 2012 Детально | Коринтианс        | 1:0            | Челси           | Монтеррей              | 2:0                                 | Аль-Ахли                            | Международный стадион, Йокогама           |
| 2013 Детально | Бавария           | 2:0            | Раджа           | Атлетико Минейро       | 3:2                                 | Гуанчжоу Эвергранд                  | «Марракеш», Марракеш                      |
| 2014 Детально | Реал Мадрид       | 2:0            | Сан-Лоренсо     | Окленд Сити            | 1:1 (4:2 пен.)                      | Крус Асуль                          | «Марракеш», Марракеш                      |
| 2015 Детально | Барселона         | 3:0            | Ривер Плейт     | Санфречче Хиросима     | 2:1                                 | Гуанчжоу Эвергранд                  | «Ниссан», Иокогама                        |
| 2016 Детально | Реал Мадрид       | 4:2 (д. в.)    | Касима Антлерс  | Атлетико Насьональ     | 2:2 (4:2 пен.)                      | Америка                             | «Ниссан», Иокогама                        |
| 2017 Детально | Реал Мадрид       | 1:0            | Гремио          | Пачука                 | 4:1                                 | Аль-Джазира                         | Шейх Зайед, Абу-Даби                      |
| 2018 Детально | Реал Мадрид       | 4:1            | Аль-Айн         | Ривер Плейт            | 4:0                                 | Касима Антлерс                      | Шейх Зайед, Абу-Даби                      |
| 2019 Детально | Ливерпуль         | 1:0 (д. в.)    | Фламенго        | Монтеррей              | 2:2 (4:3 пен.)                      | Аль-Хиляль                          | «Халифа», Доха                            |
| 2020 Детально | Бавария           | 1:0            | УАНЛ Тигрес     | Аль-Ахли               | 0:0 (3:2 пен.)                      | Палмейрас                           | Эдьюкейшн сити, Эр-Райян                  |
| 2021 Детально | Челси             | 2:1 (д. в.)    | Палмейрас       | Аль-Ахли               | 4:0                                 | Аль-Хиляль                          | Мохаммед бин Зайед, Абу-Даби              |
| 2022 Детально | Реал Мадрид       | 5:3            | Аль-Хиляль      | Фламенго               | 4:2                                 | Аль-Ахли                            | Стадион имени принца Мулай Абдаллы, Рабат |
| 2023 Детально | Манчестер Сити    | 4:0            | Флуминенсе      | Аль-Ахли               | 4:2                                 | Урава Ред Даймондс                  | Король Абдалла Спортс Сити, Джидда        |
| 2025 Детально | Челси             | 3:0            | Пари Сен-Жермен | Флуминенсе Реал Мадрид | Матч за 3-е место не разыгрывается. | Матч за 3-е место не разыгрывается. | Метлайф-стэдиум, Ист-Ратерфорд            |

## Выступления

### По клубам
| Клуб                 | Победитель                       | Финалист | Третье                     | Четвёртое        |
| -------------------- | -------------------------------- | -------- | -------------------------- | ---------------- |
| Реал Мадрид          | 5 (2014, 2016, 2017, 2018, 2022) | —        | 1 (2025)                   | 1 (2000)         |
| Барселона            | 3 (2009, 2011, 2015)             | 1 (2006) | —                          | —                |
| Челси                | 2 (2021, 2025)                   | 1 (2012) | —                          | —                |
| Коринтианс           | 2 (2000, 2012)                   | —        | —                          | —                |
| Бавария              | 2 (2013, 2020)                   | —        | —                          | —                |
| Ливерпуль            | 1 (2019)                         | 1 (2005) | —                          | —                |
| Интернасьонал        | 1 (2006)                         | —        | 1 (2010)                   | —                |
| Сан-Паулу            | 1 (2005)                         | —        | —                          | —                |
| Милан                | 1 (2007)                         | —        | —                          | —                |
| Манчестер Юнайтед    | 1 (2008)                         | —        | —                          | —                |
| Интернационале       | 1 (2010)                         | —        | —                          | —                |
| Манчестер Сити       | 1 (2023)                         | —        | —                          | —                |
| Ривер Плейт          | —                                | 1 (2015) | 1 (2018)                   | —                |
| Фламенго             | —                                | 1 (2019) | 1 (2022)                   | —                |
| Флуминенсе           | —                                | 1 (2023) | 1 (2025)                   | —                |
| Аль-Хиляль           | —                                | 1 (2022) | —                          | 2 (2019, 2021)   |
| Касима Антлерс       | —                                | 1 (2016) | —                          | 1 (2018)         |
| Палмейрас            | —                                | 1 (2021) | —                          | 1 (2020)         |
| Васко да Гама        | —                                | 1 (2000) | —                          | —                |
| Гремио               | —                                | 1 (2017) | —                          | —                |
| Бока Хуниорс         | —                                | 1 (2007) | —                          | —                |
| ЛДУ Кито             | —                                | 1 (2008) | —                          | —                |
| Эстудиантес          | —                                | 1 (2009) | —                          | —                |
| ТП Мазембе           | —                                | 1 (2010) | —                          | —                |
| Сантос               | —                                | 1 (2011) | —                          | —                |
| Раджа                | —                                | 1 (2013) | —                          | —                |
| Сан-Лоренсо          | —                                | 1 (2014) | —                          | —                |
| Аль-Айн              | —                                | 1 (2018) | —                          | —                |
| УАНЛ Тигрес          | —                                | 1 (2020) | —                          | —                |
| Пари Сен-Жермен      | —                                | 1 (2025) | —                          | —                |
| Аль-Ахли             | —                                | —        | 4 (2006, 2020, 2021, 2023) | 2 (2012), (2022) |
| Монтеррей            | —                                | —        | 2 (2012, 2019)             | —                |
| Урава Ред Даймондс   | —                                | —        | 1 (2007)                   | 1 (2023)         |
| Пачука               | —                                | —        | 1 (2017)                   | 1 (2008)         |
| Некакса              | —                                | —        | 1 (2000)                   | —                |
| Саприсса             | —                                | —        | 1 (2005)                   | —                |
| Гамба Осака          | —                                | —        | 1 (2008)                   | —                |
| Пхохан Стилерс       | —                                | —        | 1 (2009)                   | —                |
| Аль-Садд             | —                                | —        | 1 (2011)                   | —                |
| Атлетико Минейро     | —                                | —        | 1 (2013)                   | —                |
| Окленд Сити          | —                                | —        | 1 (2014)                   | —                |
| Санфречче Хиросима   | —                                | —        | 1 (2015)                   | —                |
| Атлетико Насьональ   | —                                | —        | 1 (2016)                   | —                |
| Америка              | —                                | —        | —                          | 2 (2006, 2016)   |
| Гуанчжоу Эвергранд   | —                                | —        | —                          | 2 (2013, 2015)   |
| Аль-Иттихад          | —                                | —        | —                          | 1 (2005)         |
| Этуаль дю Сахель     | —                                | —        | —                          | 1 (2007)         |
| Атланте              | —                                | —        | —                          | 1 (2009)         |
| Соннам Ильхва Чхонма | —                                | —        | —                          | 1 (2010)         |
| Касива Рейсол        | —                                | —        | —                          | 1 (2011)         |
| Крус Асуль           | —                                | —        | —                          | 1 (2014)         |
| Аль-Джазира          | —                                | —        | —                          | 1 (2017)         |

### По странам
| Страна            | Победитель                                         | Финалист                               | Третье                     | Четвёртое                        |
| ----------------- | -------------------------------------------------- | -------------------------------------- | -------------------------- | -------------------------------- |
| Испания           | 8 (2009, 2011, 2014, 2015, 2016, 2017, 2018, 2022) | 1 (2006)                               | 1 (2025)                   | 1 (2000)                         |
| Англия            | 5 (2008, 2019, 2021, 2023, 2025)                   | 2 (2005, 2012)                         | —                          | —                                |
| Бразилия          | 4 (2000, 2005, 2006, 2012)                         | 6 (2000, 2011, 2017, 2019, 2021, 2023) | 4 (2010, 2013, 2022, 2025) | 1 (2020)                         |
| Италия            | 2 (2007, 2010)                                     | —                                      | —                          | —                                |
| Германия          | 2 (2013, 2020)                                     | —                                      | —                          | —                                |
| Аргентина         | —                                                  | 4 (2007, 2009, 2014, 2015)             | 1 (2018)                   | —                                |
| Мексика           | —                                                  | 1 (2020)                               | 4 (2000, 2012, 2017, 2019) | 5 (2006, 2008, 2009, 2014, 2016) |
| Япония            | —                                                  | 1 (2016)                               | 3 (2007, 2008, 2015)       | 3 (2011, 2018, 2023)             |
| Саудовская Аравия | —                                                  | 1 (2022)                               | —                          | 3 (2005, 2019, 2021)             |
| ОАЭ               | —                                                  | 1 (2018)                               | —                          | 1 (2017)                         |
| Эквадор           | —                                                  | 1 (2008)                               | —                          | —                                |
| ДР Конго          | —                                                  | 1 (2010)                               | —                          | —                                |
| Марокко           | —                                                  | 1 (2013)                               | —                          | —                                |
| Франция           | —                                                  | 1 (2025)                               | —                          | —                                |
| Египет            | —                                                  | —                                      | 4 (2006, 2020, 2021, 2023) | 2 (2012, 2022)                   |
| Южная Корея       | —                                                  | —                                      | 1 (2009)                   | 1 (2010)                         |
| Новая Зеландия    | —                                                  | —                                      | 1 (2014)                   | —                                |
| Коста-Рика        | —                                                  | —                                      | 1 (2005)                   | —                                |
| Катар             | —                                                  | —                                      | 1 (2011)                   | —                                |
| Колумбия          | —                                                  | —                                      | 1 (2016)                   | —                                |
| Китай             | —                                                  | —                                      | —                          | 2 (2013, 2015)                   |
| Тунис             | —                                                  | —                                      | —                          | 1 (2007)                         |

### По конфедерациям
| Конфедерация | Победитель                                                                                                | Финалист                                                              | Третье                                 | Четвёртое                                                       |
| ------------ | --- | --------------------------------------------------------------------- | -------------------------------------- | --------------------------------------------------------------- |
| УЕФА         | 17 (2007, 2008, 2009, 2010, 2011, 2013, 2014, 2015, 2016, 2017, 2018, 2019, 2020, 2021, 2022, 2023, 2025) | 4 (2005, 2006, 2012, 2025)                                            | 1 (2025)                               | 1 (2000)                                                        |
| КОНМЕБОЛ     | 4 (2000, 2005, 2006, 2012)                                                                                | 11 (2000, 2007, 2008, 2009, 2011, 2014, 2015, 2017, 2019, 2021, 2023) | 6 (2010, 2013, 2016, 2018, 2022, 2025) | 1 (2020)                                                        |
| АФК          | — | 3 (2016, 2018, 2022)                                                  | 5 (2007, 2008, 2009, 2011, 2015)       | 10 (2005, 2010, 2011, 2013, 2015, 2017, 2018, 2019, 2021, 2023) |
| КАФ          | — | 2 (2010, 2013)                                                        | 4 (2006, 2020, 2021, 2023)             | 3 (2007, 2012, 2022)                                            |
| КОНКАКАФ     | — | 1 (2020)                                                              | 5 (2000, 2005, 2012, 2017, 2019)       | 5 (2006, 2008, 2009, 2014, 2016)                                |
| ОФК          | — | —                                                                     | 1 (2014)                               | —                                                               |

## Лучшие бомбардиры
| Место | Игрок                | Клуб                          | Голы | И  | П | Ø    |
| ----- | -------------------- | ----------------------------- | ---- | -- | - | ---- |
| 1     | Криштиану Роналду    | Манчестер Юнайтед Реал Мадрид | 7    | 8  | 1 | 0.88 |
|       | Лионель Месси        | Барселона Интер Майами        | 6    | 8  | 0 | 0.86 |
| 2     | Гарет Бейл           | Реал Мадрид                   | 6    | 6  | 0 | 1.00 |
| 3     | Луис Суарес          | Барселона Интер Майами        | 6    | 5  | 1 | 1.67 |
| 3     | Сесар Дельгадо       | Монтеррей                     | 6    | 6  | 0 | 0.83 |
| 6     | Мохаммед Абутрика    | Аль-Ахли                      | 4    | 11 | 0 | 0.36 |
| 6     | Салим аль-Давсари    | Аль-Хиляль                    | 4    | 9  | 2 | 0.44 |
| 6     | Карим Бензема        | Реал Мадрид                   | 4    | 9  | 0 | 0.44 |
| 6     | Цукаса Сиотани       | Санфречче Хиросима Аль-Айн    | 4    | 9  | 0 | 0.44 |
| 6     | Денилсон             | Пхохан Стилерс                | 4    | 3  | 0 | 1.33 |
| 6     | Педро                | Фламенго                      | 4    | 2  | 0 | 2.00 |
| 12    | Ахмед Абделькадер    | Аль-Ахли                      | 3    | 7  | 0 | 0.43 |
| 12    | Хуссейн эль-Шахат    | Аль-Айн Аль-Ахли              | 3    | 12 | 0 | 0.25 |
| 12    | Флавиу               | Аль-Ахли                      | 3    | 6  | 0 | 0.50 |
| 12    | Хисато Сато          | Санфречче Хиросима            | 3    | 6  | 0 | 0.50 |
| 12    | Серхио Рамос         | Реал Мадрид                   | 3    | 6  | 0 | 0.50 |
| 12    | Рохелио Фунес Мори   | Монтеррей                     | 3    | 5  | 0 | 0.60 |
| 12    | Ромарио              | Васко да Гама                 | 3    | 4  | 0 | 0.75 |
| 12    | Роналдиньо           | Барселона Атлетико Минейро    | 3    | 4  | 0 | 0.75 |
| 12    | Николя Анелька       | Реал Мадрид                   | 3    | 3  | 0 | 1.00 |
| 12    | Багдад Бунеджах      | Аль-Садд                      | 3    | 3  | 1 | 1.00 |
| 12    | Андре-Пьер Жиньяк    | УАНЛ Тигрес                   | 3    | 3  | 2 | 1.00 |
| 12    | Маурисио Молина      | Соннам                        | 3    | 3  | 0 | 1.00 |
| 12    | Лусиано Вьетто       | Аль-Хиляль                    | 3    | 3  | 0 | 1.00 |
| 12    | Винисиус Жуниор      | Реал Мадрид                   | 3    | 3  | 0 | 1.00 |
| 12    | Вашингтон            | Урава Ред Даймондс            | 3    | 3  | 0 | 1.00 |
| 12    | Джамал Мусиала       | Бавария                       | 3    | 3  | 0 | 1.00 |
| 12    | Рафаэль Сантос Борре | Ривер Плейт                   | 3    | 2  | 1 | 1.50 |
| 12    | Хамду эль-Хуни       | Эсперанс                      | 3    | 2  | 0 | 1.50 |
| 12    | Уэйн Руни            | Манчестер Юнайтед             | 3    | 2  | 0 | 1.50 |
| 12    | Федерико Вальверде   | Реал Мадрид                   | 3    | 2  | 0 | 1.50 |

Только восьми футболистам в истории Клубного чемпионата мира удавалось забить гол(ы) более чем за один клуб:
- Дуайт Йорк (1 гол за «Манчестер Юнайтед» в 2000, и 1 ― за «Сидней» в 2005).
- Роналдиньо (1 гол за «Барселону» в 2006, и 2 ― за «Атлетико Минейро» в 2013).
- Нери Кардосо (1 гол за «Боку Хуниорс» в 2007, и 1 ― за «Монтеррей» в 2013).
- Криштиану Роналду (1 гол за «Манчестер Юнайтед» в 2008, и 6 ― за «Реал Мадрид» в 2016—2017).
- Цукаса Сиотани (2 гола за «Санфречче Хиросиму» в 2015, и 2 ― за «Аль-Айн» в 2018).
- Хуссейн эль-Шахат (1 гол за «Аль-Айн» в 2018, и 1 ― за «Аль-Ахли» в 2020).
- Серхио Рамос (3 гола за «Реал Мадрид» в 2014 и 2018, и 1 — за «Монтеррей» в 2025)
- Лионель Месси (5 голов за «Барселону» в 2009, 2011 и 2015, и 1 — за «Интер Майами» в 2025)

В 2009 году игрок «Барселоны» Педро забив на турнире, стал первым человеком, забившим в 6 различных соревнованиях клуба в течение года. В 2015 году это достижение побил аргентинский форвард «Барселоны» Лионель Месси, отличившийся в 7 различных турнирах (за клуб и за сборную).

## Рекорды
- Криштиану Роналду — рекордсмен турнира по забитым мячам (7)[5].
- Криштиану Роналду и Лионель Месси — рекордсмены по забитым мячам в финалах (4).
- Луис Суарес — рекордсмен по количеству голов (5) в одном розыгрыше[6].
- Лионель Месси — единственный игрок в истории турнира, который забивал в трёх финалах[6].
- Реал Мадрид является рекордсменом турнира по титулам (5)[7][8].
- Тони Кроос — первый в истории шестикратный победитель Клубного чемпионата мира (2013, 2014, 2016, 2017, 2018, 2022)[9][10].

## Формат и правила проведения
По состоянию на 2012 год большинство команд квалифицируются на Клубный чемпионат мира ФИФА, выигрывая свои континентальные соревнования, будь то Лига чемпионов АФК, Лига чемпионов КАФ, Лига чемпионов КОНКАКАФ, Кубок Либертадорес, Лига чемпионов ОФК и Лига чемпионов УЕФА. Помимо этого, в квалификацию также входят чемпионы национальной лиги принимающей страны.
Во время первого проведения турнира восемь участников были разделены на две группы по четыре команды. Победители каждой группы встретились в финале, а занявшие второе место разыграли третье место. Соревнование изменило свой формат во время перезапуска в 2005 году на турнир на выбывание, в котором команды играют друг с другом один матч, с дополнительным временем и пенальти, используемыми для определения победителя в случае необходимости. В нём приняли участие шесть клубов, соревнующихся в течение двух недель. Было три этапа: четвертьфинальный раунд, полуфинальный раунд и финал. В четвертьфинальном этапе соревновались победители Лиги чемпионов Океании, победители Лиги чемпионов Африки, победители Лиги чемпионов Азии и победители Лиги чемпионов Северной Америки. После этого победители этих игр вышли в полуфинал, где встретились с победителями Лиги чемпионов Европы и победителями Кубка Либертадорес из Южной Америки. Победители каждого полуфинала попадали в финал.
С введением текущего формата, в котором теперь есть матч за пятое место и место для чемпионов национальной лиги принимающей страны, формат немного изменился. Теперь есть четыре этапа: раунд плей-офф, четвертьфинальный раунд, полуфинал и финал. На первом этапе чемпионы национальной лиги принимающей страны встречаются с победителями Лиги чемпионов Океании. Победитель этого этапа выйдет в четвертьфинал и присоединится к победителям Лиги чемпионов Африки, победителям Лиги чемпионов АФК и победителям Лиги чемпионов КОНКАКАФ. Победители этих игр пройдут в полуфинал, где встретятся с победителями Лиги чемпионов УЕФА и победителями южноамериканского Кубка Либертадорес. Победители каждого полуфинала играют друг с другом в финале.

## Призовые деньги
Первый Клубный чемпионат мира состоялся в 2000 году, его призовой фонд составил 28 миллионов долларов США. Призовые, полученные клубами-участниками, были разделены на фиксированные выплаты в зависимости от результатов. Клубы, занявшие места с пятого по восьмое, получили 2,5 миллиона долларов США. Клуб, который по итогам занял четвёртое место, получил 3 миллиона долларов США, а команда, занявшая третье место, получила 4 миллиона долларов США. Награда за второе место составила 5 миллионов долларов США, а приз для победителя — 6 миллионов долларов США.
Повторный запуск турнира в 2005 году привел к разным размерам призов и внесению некоторых изменений в критерии получения призовых вознаграждений. Общая сумма призовых упала до 16 миллионов долларов США. Победитель получал 5 миллионов долларов США, вторая команда — 4 миллиона долларов США, 2,5 миллиона долларов получал обладатель третьего места, 2 миллиона долларов США — за четвёртое, 1,5 миллиона долларов США — за пятое и 1 миллион долларов США — шестое.
| Победитель      | $10 000 000 |
| Финалист        | $4 000 000  |
| Третье место    | $2 500 000  |
| Четвертое место | $2 000 000  |
| Пятое место     | $1 500 000  |
| Шестое место    | $1 000 000  |
| Седьмое место   | $500 000    |

В 2007 году был введен матч плей-офф между чемпионами Конфедерации Океании и чемпионами принимающей страны для выхода в четвертьфинальный этап, чтобы повысить интерес к турниру со стороны болельщиков принимающей страны. Повторное введение матча за пятое место в соревнованиях 2008 года также привело к увеличению призовых на 500 000 долларов США до 16,5 миллионов долларов США.

## Спонсоры
Как и Чемпионат мира по футболу среди сборных, Клубный чемпионат мира спонсируется группой транснациональных корпораций. Toyota Motor Corporation, японский транснациональный автопроизводитель со штаб-квартирой в городе Тоёта, префектура Айти, в Японии, была представляющий партнером Клубного чемпионата мира по футболу ФИФА до истечения срока действия его спонсорского соглашения в конце декабря 2014 года, и его действие не возобновлялось. Поскольку Toyota была производителем автомобилей и главным спонсором турнира, статус Hyundai-Kia как партнера ФИФА не был активен в отношении Клубного чемпионата мира до 2015 года. Однако другие партнеры ФИФА — Adidas, Coca-Cola и Visa — сохранили полные спонсорские права. С 2015 по 2022 год турнир будет представлять Alibaba Cloud из группы Alibaba.
У первого турнира было шесть спонсоров: Fujifilm, Hyundai, JVC, McDonald’s, Budweiser и MasterCard.
Клубы имеют право использовать майки со своими индивидуальными спонсорами, даже если такие спонсоры конфликтуют со спонсорами Клубного чемпионата мира ФИФА. Однако на майку допускается наносить только титульного спонсора команды в дополнение к бренду производителя формы.

### Спонсоры и партнеры турнира

#### Представляющий партнер
- Alibaba Cloud[14]

#### Партнеры ФИФА
- Adidas[14]
- Coca-Cola[14]
- Visa[14]
- Wanda Group[14]
- Qatar Airways[14]

#### Национальные партнеры
- Ooredoo[14]
- GWC Logistics[14]
- The Look Company[14]

## Предшественники турнира
Попытки в личных встречах определить сильнейший клуб двух континентов (УЕФА и КОНМЕБОЛ) предпринимались неоднократно:
- С 1951 по 1953 год разыгрывался Кубок Рио (в 1953 году — под названием Турнир восьми имени Ривадавия Корреа Мейера (Torneio Octogonal Rivadavia Corrêa Meyer)) — турнир между клубами УЕФА и КОНМЕБОЛ, формальных правил выбора участвующих клубов не было. Кубок Рио 1951 года с апреля по декабрь 2007 года признавался ФИФА в качестве первого клубного чемпионата мира. В декабре ФИФА своё решение изменила. В дальнейшем возможно возвращение к вопросу о придании статуса КЧМ этому турниру.[источник не указан 4785 дней]
- С 1952 по 1975 год (с перерывами) в Каракасе разыгрывался Малый Кубок мира — турнир между клубами УЕФА и КОНМЕБОЛ, формальных правил выбора участвующих клубов не было. Наибольшую значимость представляют турниры с 1952 по 1963 гг., когда в турнире, как правило, участвовали сильнейшие клубы своих стран как от Европы, так и от Южной Америки.
- С 1960 по 2004 год разыгрывался Межконтинентальный кубок — турнир между победителем Лиги Чемпионов УЕФА (до 1992 года Кубка европейских чемпионов) и Кубка Либертадорес.
- В 1968 и 1969 году разыгрывался Суперкубок межконтинентальных чемпионов — турнир между обладателями Межконтинентального кубка.